# تله‌داک هلث
تله‌داک هلث (انگلیسی: Teladoc Health) شرکت فناوری اطلاعات آمریکایی است، که در سال ۲۰۰۲ تأسیس شد.